# 撮像素子

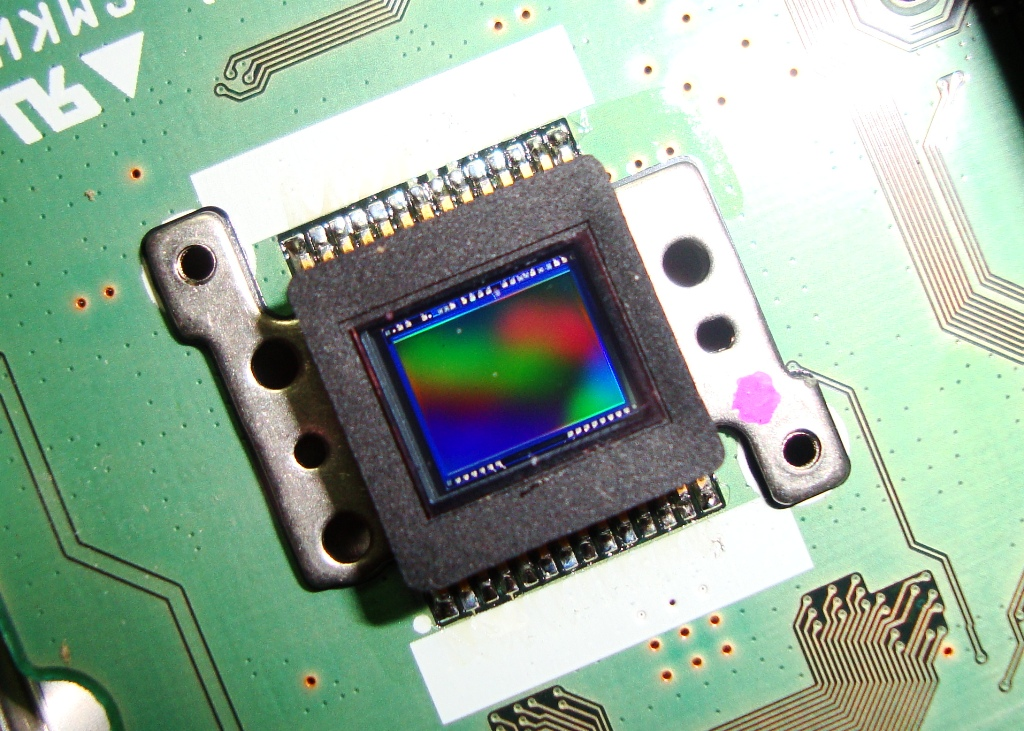
CCDイメージセンサの例

撮像素子（さつぞうそし）は、画像を電気信号に変換する素子。可視光だけでなく、赤外線や紫外線、X線に感度のある撮像素子などもある。

## 概要
光を光電効果による光電変換によって電気信号へ変換する素子の開発は、20世紀初頭からエレクトロニクスの発展と共に進み、20世紀初頭において既に機械式テレビジョンは一定の成功を収めた。テレビジョンに関してはその後、電子的に走査する撮像管により、全電子式テレビジョンシステムの送出側が完成した。
戦後は半導体エレクトロニクスの進歩により固体撮像素子が進歩した。まず、電荷結合素子（CCD）によるCCDイメージセンサが、続いてCMOSイメージセンサも開発された。現在では、カラーフィルタの不要なFoveon X3、有機薄膜撮像素子、開口度の大きさなどが特長の背面照射型CCD、などが開発されている。

## X線撮像素子
フラットパネルディテクター(FPD)がレントゲン写真の撮影に使用される。